# Grafite (banda)
Grafite é uma banda brasileira de pop rock fundada em 1982. A banda começou a ganhar destaque pouco depois de ter sido fundada, aparecendo em vários programas de auditório da televisão brasileira, principalmente aquele protagonizado pelo apresentador Chacrinha, que foi responsável pela entrega de seus seis discos de ouro. Era formada por Chico Donghia, Humberto Donghia (Tuca) e Paulo de Tarso Donghia e segue em atividade nos dias atuais, cujo maior hit foi a canção "Mamma Maria".
A formação que emplacou o sucesso na década de 80 também contava com as participações de Cláudia Diniz e Sônia Mattos. O Grafitte totalizou mais de 2000 apresentações em shows ao vivo na sua carreira. Hoje, o Grafite tem mais de 10 milhões de exibições na internet. E ainda hoje, o sucesso Mamma Maria obtém mais de 5.000.000 de exibições no You Tube e cerca de 200 execuções em rádios brasileiras diariamente.

## Histórico

### Anos 80, lançamento e auge
A Banda Grafite foi fundada em meados de 1982 pelos irmãos Chico Donghia, Paulo de Tarso e Humberto Donghia emplacou os hits Seu Lugar (1983, composição de Chico Donghia) Siga-me (1985, de Vinícius Cantuária, recriada com a produção do renomado maestro e arranjador Lauro Salazar) e o sucesso Mamma Maria (1984, de Minellono e Farina, com versão em português de Paulinho Camargo), gravada originalmente pelo trio italiano Ricchi & Poveri, rearranjado pelo maestro Lincoln Olivetti, alcançando o topo das paradas de sucesso nacional durante vários meses, com milhares de execuções em todas as emissoras de rádio e televisão por todo o Brasil, além de execuções em Portugal.
O Grafite, que contava em sua formação original também com Cláudia Diniz, Sônia Mattos e Celso Escobar (substituído, pouco tempo depois, por Paulo Morais), começou a ganhar destaque aparecendo em vários programas de auditório da televisão brasileira, principalmente aquele protagonizado pelo apresentador Chacrinha, sendo premiada com 6 discos de ouro no programa Cassino Do Chacrinha (TV Globo), programa no qual a banda se apresentou mais de 40 vezes, tornando-se no maior palco de suas performances em televisão. A Banda também realizou centenas de performances musicais em programas de TV de outras emissoras, como Perdidos na Noite (apresentado por Fausto Silva), Programa Raul Gil, Programa do Gugu, Programa Sílvio Santos, Hebe Camargo, Barros de Alencar, Flávio Cavalcante, Bolinha, Xou da Xuxa e Jota Silvestre. Em 1989 chegou a realizar mais de duas mil apresentações em todo país.

### Anos 90 e 2000
O Grafite realiza centenas de shows nos anos 90. Em 1992 iniciaram a gravação do LP Ninive (Oficina do Amor), voltado para músicas religiosas, sendo lançado oficialmente no ano de 1993. 
No início dos anos 2000, levaram ao público o espetáculo "Beatles in Concert", período que rendeu duas apresentações no Cavern Club de Liverpool, na Inglaterra, e várias apresentações, durante anos no Teatro Municipal de Niterói (RJ)
Em 2007 a banda Grafite lança o DVD Festa Ploc 2, gravado no Circo Voador/RJ, com grandes sucessos dos anos 80.
Em 2009 realizaram uma apresentação que trazia dezenove de suas músicas e chamada "Grafite História 1982-1989". No ano seguinte, em parceria com a cantora catarinense Marília Dutra, a banda, novamente com Chico Donghia, Paulo de Tarso Donghia e Humberto Donghia na formação, regravou o clássico sucesso dos anos 80, Mamma Maria, estreando na novela Malhação, da Rede Globo. Desde 2012 com a formação atual, o Grafite gravou e lançou o álbum Beatles Boleros, em junho de 2017, em plataformas digitais pelo selo Seven Art-Sony Music.
Desde abril de 2015, a banda vem apresentando o espetáculo Beatles Flashback, em homenagem ao grupo honônimo, os Beatles.

## Discografia
Relação oficial de álbuns da banda Grafite:
- 1983 – Seu Lugar (CBS)
- 1984 – Mamma Maria CBS)
- 1984 – Fantasia (CBS)
- 1985 – Siga-me (CBS)
- 1985 – Milhões de Megatons de Amor (Top Tape)
- 1989 – Noite de Luar (Continental)
- 1993 - Ninive 93 (Oficina do Amor)
- 2010 – Mamma Maria – Remake (Amplyart)
- 2017 – Beatles Boleros (Seven Art-Sony Music)